# Pettersson und Findus (Film)
Pettersson und Findus ist ein schwedisch-deutscher Zeichentrickfilm von Albert Hanan Kaminski aus dem Jahr 1999. Er basiert auf der gleichnamigen Kinderbuchreihe von Sven Nordqvist.

## Handlung
Pettersson und Findus gehen am Silvestermorgen Eisangeln. Sie stellen fest, dass die Fische festgefroren sind und schneiden sie in großen Blöcken aus dem See. Auf dem Rückweg geraten sie in einen Schneesturm und bauen sich aus den Blöcken ein Iglu. Um nicht zu erfrieren und um sich die Zeit zu vertreiben, erzählen sie sich Geschichten.
Die erste Geschichte handelt davon, wie Pettersson Findus einen Kuchen backen will, aber durch einige Verwicklungen etwas länger dafür braucht. Die zweite Geschichte handelt von einer Fuchsjagd. Gustavsson will einen Fuchs erledigen, der eine Gefahr für den Hühnerstall von Pettersson darstellt. Pettersson dagegen möchte lieber eine Falle bauen, um den Fuchs zu erschrecken. Am Ende landet Gustavsson in der Falle.
In der Zwischenzeit feuert Findus eine Rakete ab, in der Hoffnung so Hilfe holen zu können.
Die dritte Geschichte handelt von einem gar grässlichen Tag, an dem Pettersson ganz furchtbar gelaunt ist. Findus versucht ihn aufzumuntern, in dem er ihn zu einem Angelabenteuer lockt, an dessen Ende sich Petterssons Laune verbessert. Daran anschließend wird die Geschichte erzählt, als Pettersson einen Hahn für den Hühnerstall anschaffte. Dessen Gekrähe stört allerdings Findus so stark, dass er den Hahn vertreibt. Am Ende muss er selbst die Hühner hüten. Die fünfte und letzte Geschichte handelt davon, dass Pettersson sich am Heiligmorgen den Fuß verknackst, aber partout keine Hilfe von seinen Nachbarn annehmen will. Er improvisiert einen Weihnachtsbaum aus einer Latte und Zweigen. Am Ende erscheinen die Nachbarn doch und retten sein Weihnachtsfest.
Nach der letzten Geschichte schlafen Pettersson und Findus doch ein. Sie drohen zu erfrieren, doch Gustavsson findet die beiden gerade noch rechtzeitig und bringt sie nach Hause. Findus darf doch noch ein paar Raketen anzünden.

## Hintergrund
Petterson & Findus ist der erste Kinofilm aus der Zeichentrickreihe von Pettersson und Findus. Er erschien in Schweden am 25. Dezember 1999. In Deutschland kam der Film am 4. Januar 2001 in die Kinos. VHS und DVD erschienen am 1. Oktober 2001 über Edelkids. Die Free-TV-Premiere fand am 12. April 2004 auf ZDF statt.
Die einzelnen Episoden sind ein Zusammenschnitt aus der Zeichentrickserie Pettersson und Findus, die ab 2000 in Deutschland ausgestrahlt wurde. Es handelt sich um die Episoden Eine Geburtstagstorte für die Katze (S1E1), Ein Feuerwerk für den Fuchs (S1E3), Armer Pettersson (S1E2), Findus und der Hahn im Korb (S1E8) und Pettersson kriegt Weihnachtsbesuch (S1E05).

## Synchronisation
Die Synchronisation wurde von der Münchner Firma Synchron 80 erstellt. Dialogbuch und -regie stammen von Reinhard Brock. Sie ist identisch mit den Episoden der Fernsehserie.
| Figur          | Deutscher Sprecher | Originalsprecher |
| -------------- | ------------------ | ---------------- |
| Pettersson     | Harald Leipnitz    | Tord Peterson    |
| Findus         | Lilian Brock       | Kalle Lundberg   |
| Gustavsson     | Horst Raspe        | Gunnar Uddén     |
| Prillan        | Anita Höfer        | Mona Seilitz     |
| Frau Andersson | Ursula Traun       |                  |
| Elsa           | Doris Gallart      | Terese Damsholt  |

## Kritiken
Von der Deutschen Film- und Medienbewertung (FBW) wurde der Film mit dem Prädikat „besonders wertvoll“ ausgezeichnet. In der Jurybegründung heißt es: „Dabei wirkt der Film nie "kindisch"; Klamauk und Kitsch sind ihm fremd. Landschaften, Menschen und Tiere sind liebevoll von Hand gezeichnet, eine Besonderheit im Zeitalter der Computeranimation, die zu loben ist. Schön sind auch die vielen kleinen Details neben oder unter und über den Abenteuern der Hauptfiguren(…). Einziger Wermutstropfen bei diesem köstlich mundenden Spaß ist der nicht so recht zur Stimmung des Films passende Titelsong.“